# 1773 w muzyce
Wydarzenia muzyczne w 1773 roku.

## Wydarzenia
- 18 stycznia – pierwsze przedstawienie operowe w języku szwedzkim, Thetis och Pélée, z udziałem Carla Stenborga, Elisabeth Olin i Hedvig Wigert w Bollhuset w Sztokholmie, moment powstania Królewskiej Opery Szwedzkiej
- 28 maja – Anton Schweitzer wystawia operę Alcesta do tekstu Christopha Martina Wielanda, pierwszą w języku niemieckim operę w typie włoskiej opery seria
- 24 czerwca - premiera baletu Adele de Ponthieu Josefa Starzera w Burgtheater w Wiedniu

## Opera
- Pasquale Anfossi – Demofoonte
- Domenico Cimarosa – La finta parigina
- Joseph Haydn – Philemon und Baucis
- Andrea Luchesi – L'Inganno Scoperto, overo Il Conte Caramella (libretto autorstwa Carlo Goldoni)
- Josef Mysliveček
  - re maggiore = uwertura do Il Demetrio
  - Romolo ed Ersilia
- Giovanni Paisiello – Il tamburo, R.1.37
- Anton Schweitzer – Alceste (libretto autorstwa Christopha Martina Wielanda)

## Balet
- Josef Starzer - Adele de Pontieu

## Muzyka klasyczna
- Karl Friedrich Abel – 6 symfonii op. 10
- Johann Albrechtsberger – Koncert na harfę C-dur
- Samuel Arnold – Syn marnotrawny (oratorium)
- Johann Christian Bach – 3 symfonie op. 9
- Christian Cannabich – 6 trio smyczkowych op. 3
- Carl Ditters von Dittersdorf – La liberatrice del popolo giudaico nella Persia, o sia l'Ester (oratorium)
- Jean-Louis Duport – 6 sonat wiolonczelowych op. 3
- Ernst Eichner – 6 symfonii op. 7
- Felice Giardini – 6 triów smyczkowych op. 17
- Wolfgang Amadeusz Mozart
  - Kwartet smyczkowy nr 7 Es-dur KV 160/159a
  - Exultate, jubilate, KV 165/158a
  - Kwartety wiedeńskie, Kwartety smyczkowe nr 8-13, KV 168–173
  - Symfonia nr 23 D-dur KV 181/162b
  - Symfonia nr 24 B-dur KV 182/173dA
  - Symfonia nr 25 g-moll KV 183/173dB
- Gaetano Pugnani – 6 sonat skrzypcowych op. 8
- Giovanni Battista Sammartini – Kwintety sześciosmyczkowe
- Joseph Bologne Saint-Georges
  - 6 kwartetów smyczkowych op. 1
  - 2 koncerty skrzypcowe op. 2
- Carl Stamitz
  - 6 kwartetów op. 8
  - 6 duetów op. 10

## Metody i pisma teoretyczne
- Charles Burney – Obecny stan muzyki w Niemczech, Holandii i Zjednoczonych Prowincjach
- Michel Corrette – Méthodes pour apprendre à jouer de la contre-basse à 3, à 4, et à 5 cordes
- Johann Adolph Scheibe – Über die musikalische Composition

## Urodzili się
- 25 stycznia – J.B. Tresch, luksemburski kompozytor (zm. 1821)
- 18 kwietnia – Giuseppina Grassini, włoska śpiewaczka operowa (kontralt) (zm. 1850)
- 10 czerwca – Charles-Simon Catel, francuski kompozytor i teoretyk muzyki (zm. 1830)
- 23 października – Pietro Generali, włoski kompozytor (zm. 1832)
- 10 grudnia – Antonina Campi, polska śpiewaczka operowa (mezzosopran) (zm. 1822)
- 24 grudnia – Joseph Wölfl, austriacki kompozytor i pianista (zm. 1812)

Data dzienna nieznana
- Tatjana Szłykowa‑Granatowa, rosyjska tancerka baletowa, aktorka i śpiewaczka operowa (zm. 1863)

## Zmarli
- 24 maja – Jan Zach, czeski skrzypek, organista i kompozytor (ur. 1699)
- 12 lipca – Johann Joachim Quantz, niemiecki flecista, kompozytor i teoretyk muzyki (ur. 1697)